# Reconocimiento aéreo

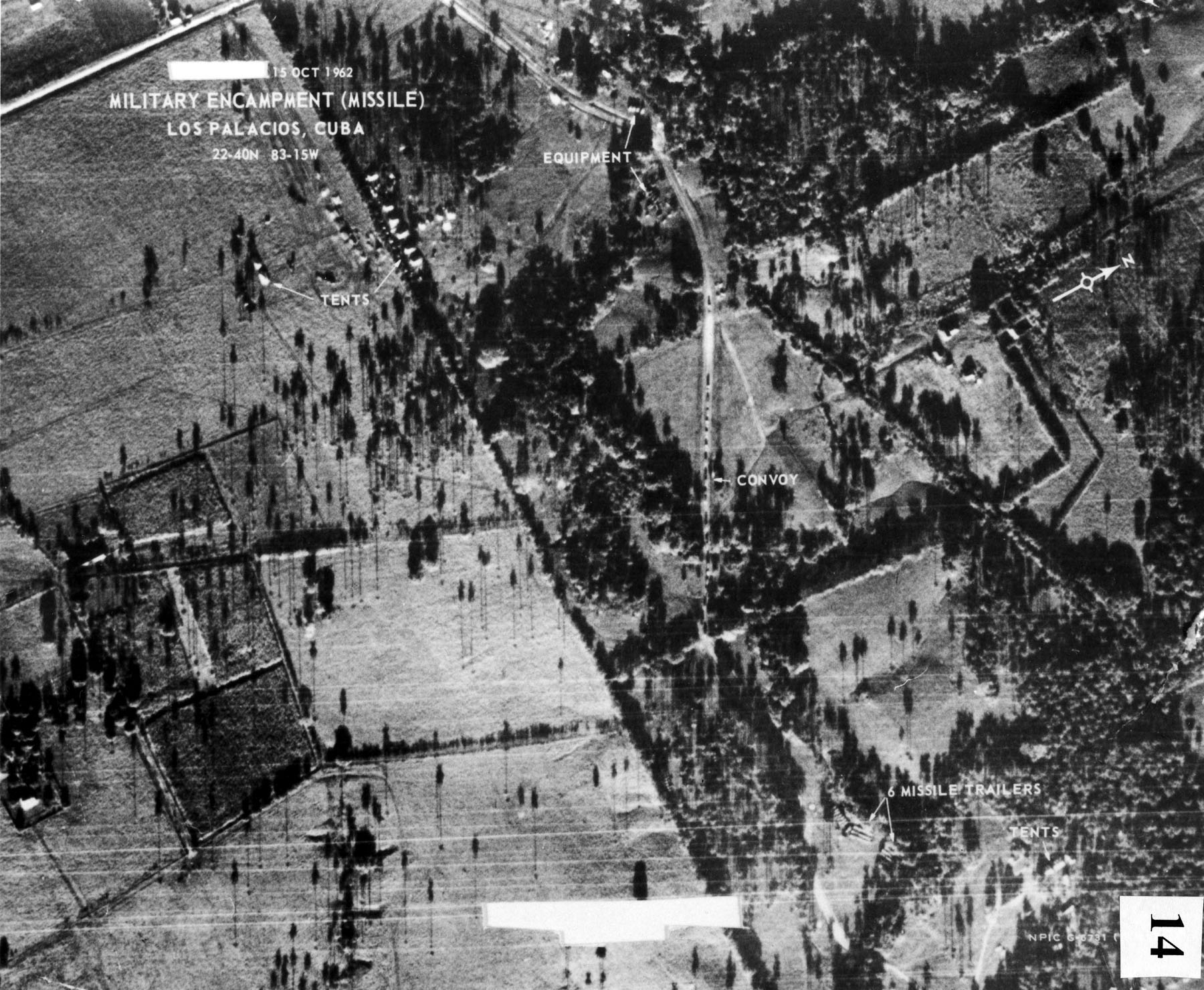
Convoy de camiones soviéticos desplegando misiles cerca de San Cristóbal, Cuba, el 14 de octubre de 1962. Esta foto fue tomada por un avión de vigilancia Lockheed U-2.

El reconocimiento aéreo es la inspección desde el aire de determinadas zonas mediante aviones de reconocimiento o vehículos aéreos no tripulados. Sus funciones consisten en recoger inteligencia de imágenes, inteligencia de señales e inteligencia de medidas. Normalmente requerido en labores de espionaje sobre potencias enemigas al que lo realiza, se empezó a utilizar en la Primera Guerra Mundial. Comúnmente en la actualidad se usan para la cartografía.

## Historia

### Primeros desarrollos
Tras la Revolución Francesa, los nuevos gobernantes comenzaron a usar globos aerostáticos para observar movimientos enemigos. El científico Charles Coutelle lideró estos estudios con el globo L'Entreprenant, utilizado por primera vez en la batalla de Fleurus en 1794. Su presencia no solo proporcionó información estratégica, sino que también tuvo un efecto desmoralizador sobre las tropas austriacas. Para operarlos, se creó el Cuerpo Aerostático Francés, considerado la primera fuerza aérea del mundo.
Después de la invención de la fotografía, comenzaron a tomarse imágenes aéreas desde globos (desde la década de 1860) y cometas (desde los 1880), como las de Arthur Batut. A comienzos del siglo XX, Julius Neubronner experimentó con palomas equipadas con pequeñas cámaras temporizadas.
En 1891, Ludwig Rahrmann patentó una cámara montada en proyectiles, lo que inspiró a Alfred Maul a desarrollar cohetes con cámaras en 1903. Aunque el ejército austríaco probó estos sistemas, pronto fueron superados por los aviones.
Durante la guerra ítalo-turca de 1911-1912, la fuerza aérea italiana realizó la primera misión de reconocimiento aéreo y, poco después, el primer bombardeo aéreo. En Europa, el primer vuelo de reconocimiento se realizó en Grecia en 1912, durante las guerras balcánicas. Ese mismo día, también hubo misiones similares de parte del Imperio Otomano, marcando así las primeras operaciones aéreas de combate en una guerra convencional.

### Primera Guerra Mundial
Durante la Primera Guerra Mundial, la fotografía aérea evolucionó rápidamente. Al inicio, se usaban croquis desde el aire, pero pronto se equiparon aviones con cámaras para registrar movimientos y defensas enemigas. En 1912, Frederick Charles Victor Laws experimentó con fotografía aérea usando un dirigible, descubriendo que fotos verticales con un 60% de superposición podían generar imágenes estereoscópicas útiles para la cartografía y el análisis militar.
Alemania adoptó cámaras aéreas en 1913, y Francia también equipó aviones de observación con cámaras al inicio de la guerra. Los británicos empezaron a usar cámaras en 1914, y en 1915 ya fotografiaban todo el sistema de trincheras alemán. Ese año, John Moore-Brabazon inventó la primera cámara aérea realmente funcional, montada en el suelo del avión, y también promovió el uso de técnicas estereoscópicas.
Hacia el final del conflicto, el uso de cámaras aéreas era habitual y vital. En 1918, ambos bandos fotografiaban el frente completo dos veces al día, acumulando más de medio millón de imágenes. Ese mismo año, el general Allenby usó a cinco pilotos australianos para mapear 1.620 km² en Palestina, enfrentando vientos, fuego antiaéreo y ataques enemigos, lo que representó uno de los primeros usos de la fotografía aérea con fines cartográficos.

### Segunda Guerra Mundial

#### Aeronaves de alta velocidad
En 1928, la Real Fuerza Aérea (RAF) desarrolló un sistema eléctrico de calefacción para cámaras aéreas, lo que permitió tomar fotografías a gran altitud sin que los componentes se congelaran. En 1939, Sidney Cotton y el oficial Maurice Longbottom propusieron que el reconocimiento aéreo se realizara con aviones pequeños y rápidos, capaces de volar alto para evitar ser detectados o interceptados, una idea innovadora para la época.
Así nació la versión de reconocimiento del Spitfire (Spitfire PR), desarmado y con cámaras y tanques de combustible adicionales. Estos aviones alcanzaban los 396 mph y 30,000 pies de altitud, y llevaban hasta cinco cámaras calefaccionadas (a diferencia de la cabina del piloto). Su éxito fue tal que se construyeron múltiples variantes destinadas exclusivamente al reconocimiento, operando con la Unidad de Reconocimiento Fotográfico N.º 1.
Otros cazas también fueron adaptados, como el Mosquito británico y los P-38 Lightning y P-51 Mustang estadounidenses. Estos aviones solían estar pintados en colores especiales (azul o rosa PRU) para camuflarse en el cielo y, en muchos casos, se les retiraron las armas o se modificaron sus motores para rendir mejor a gran altitud (más de 12,000 m).
El F-4 estadounidense, una modificación de fábrica del Lockheed P-38 Lightning, reemplazó las cuatro ametralladoras y el cañón montados en el morro por cuatro cámaras K-17 de alta calidad. Aproximadamente 120 F-4 y F-4A estuvieron disponibles apresuradamente para marzo de 1942, llegando al 8.º Escuadrón Fotográfico en Australia en abril (los primeros P-38 en entrar en combate). El F-4 tenía la ventaja de largo alcance, alta velocidad y capacidad para volar a gran altitud; una combinación potente para el reconocimiento. En la segunda mitad de 1942, Lockheed produjo 96 F-5A, basados en el P-38G, y todas las versiones posteriores del P-38 para reconocimiento fotográfico fueron designadas F-5. En su rol de reconocimiento, el Lightning fue tan eficaz que Lockheed entregó más de 1,200 variantes F-4 y F-5, siendo el principal avión de reconocimiento fotográfico de las Fuerzas Aéreas del Ejército de los Estados Unidos (USAAF) durante toda la guerra en todos los teatros de operaciones. El Mustang F-6 llegó más tarde en el conflicto y, para la primavera de 1945, se convirtió en el principal avión de reconocimiento de la USAAF en el teatro europeo. Las operaciones estadounidenses de reconocimiento fotográfico en Europa se centraban en la base RAF Mount Farm, y las fotografías resultantes se enviaban a Medmenham para su interpretación. Aproximadamente 15,000 cámaras aéreas Fairchild K-20 fueron fabricadas para su uso en aviones de reconocimiento aliados entre 1941 y 1945.
El de Havilland Mosquito británico se destacó en el rol de reconocimiento fotográfico; el bombardero reconvertido fue equipado con tres cámaras instaladas en el lugar del compartimento de bombas. Tenía una velocidad de crucero de 255 mph, velocidad máxima de 362 mph y una altitud máxima de 35,000 pies. El primer Mosquito PRU (Unidad de Reconocimiento Fotográfico) reconvertido fue entregado a la RAF Benson en julio de 1941 por el propio Geoffrey de Havilland. Las variantes PR Mk XVI y posteriores tenían cabinas presurizadas, así como tanques centrales e internos de las alas presurizados para reducir la vaporización del combustible a gran altitud. El Mosquito era más rápido que la mayoría de los cazas enemigos a 35,000 pies y podía operar casi en cualquier lugar. El coronel Roy M. Stanley II de la Fuerza Aérea de los EE. UU. declaró sobre la aeronave: “Considero al Mosquito el mejor avión de reconocimiento fotográfico de la guerra”. La designación de la USAAF para el Mosquito de reconocimiento fue F-8.
Aparte del Mosquito, la mayoría de los bombarderos de la Segunda Guerra Mundial no eran tan rápidos como los cazas, aunque eran eficaces para el reconocimiento aéreo debido a su largo alcance, estabilidad inherente en vuelo y capacidad para llevar grandes cargas de cámaras. Bombarderos estadounidenses con velocidades máximas inferiores a 300 mph usados para reconocimiento incluyen el B-24 Liberator (variante de reconocimiento fotográfico designada F-7), el B-25 Mitchell (F-10) y el B-17 Flying Fortress (F-9). El revolucionario B-29 Superfortress fue el bombardero en operación más grande del mundo cuando apareció en 1944, con una velocidad máxima superior a 350 mph, lo cual era destacable para una aeronave tan grande y pesada; el B-29 también contaba con una cabina presurizada para vuelos a gran altitud. La versión de reconocimiento fotográfico del B-29 fue designada F-13 y llevaba un conjunto de cámaras compuesto por tres K-17B, dos K-22 y una K-18, con posibilidad de añadir otras; también mantenía el armamento defensivo estándar del B-29 con una docena de ametralladoras calibre .50. En noviembre de 1944, un F-13 realizó el primer vuelo de una aeronave aliada sobre Tokio desde la incursión Doolittle en abril de 1942. El Consolidated B-32 Dominator también fue utilizado para reconocimiento sobre Japón en agosto de 1945.
El Mitsubishi Ki-46 del Ejército japonés, una aeronave bimotor diseñada expresamente para reconocimiento y equipada con una ametralladora ligera como defensa, entró en servicio en 1941. Con nombre en clave “Dinah”, esta aeronave era rápida, elusiva y difícil de destruir para los cazas aliados. Se construyeron más de 1,500 Ki-46, y su rendimiento fue mejorado más adelante en la guerra con la variante Ki-46-III. Otro avión de reconocimiento diseñado específicamente para la Armada Imperial Japonesa fue el Nakajima C6N Saiun (“Nube Iridiscente”), con base en portaaviones y un solo motor. Apodado “Myrt” por los Aliados, el C6N voló por primera vez en 1943 y también era muy difícil de interceptar para los cazas estadounidenses debido a su excelente rendimiento y velocidad cercana a las 400 mph. El 15 de agosto de 1945, un C6N1 fue la última aeronave abatida en la Segunda Guerra Mundial.
La Luftwaffe comenzó a desplegar aviones a reacción en combate en 1944, y el bimotor Arado Ar 234 Blitz (“Relámpago”) fue el primer bombardero a reacción operativo del mundo. El Ar 234B-1 estaba equipado con dos cámaras Rb 50/30 o Rb 75/30, y su velocidad máxima de 460 mph le permitía evadir a los cazas aliados no propulsados por reacción. El Junkers Ju 388, un bombardero bimotor de gran altitud, fue una evolución final del Ju 88 a través del Ju 188. La variante Ju 388L para reconocimiento fotográfico tenía una cabina presurizada, conservando el diseño multifuncional original del Ju 388, concebido como bombardero, caza nocturno y destructor de bombarderos, debido a la amenaza percibida por el RLM del B-29 estadounidense (que al final no se desplegó en Europa). Aproximadamente 50 Ju 388L fueron producidos bajo condiciones muy adversas hacia el final de la guerra. Como ocurrió con muchas otras armas avanzadas introducidas por la Alemania nazi, las circunstancias logísticas de la guerra ya habían cambiado demasiado a finales de 1944 como para que estos aviones tuvieran un impacto significativo.
El DFS 228 fue un avión de reconocimiento de gran altitud propulsado por cohete que estaba en desarrollo en la última etapa de la Segunda Guerra Mundial. Fue diseñado por Felix Kracht en el Instituto Alemán de Vuelo en Planeador (Deutsche Forschungsanstalt für Segelflug), y conceptualmente es un precursor interesante del U-2 estadounidense de la posguerra, ya que era esencialmente un planeador de gran envergadura con motor, diseñado exclusivamente para reconocimiento aéreo a gran altitud. Entre sus características avanzadas se incluía una cápsula de escape presurizada para el piloto. La aeronave nunca voló con propulsión a cohete; solo se realizaron vuelos con prototipos planeadores antes de mayo de 1945.

#### Inteligencia de imágenes
La colección e interpretación de inteligencia de reconocimiento aérea se convirtió en una tarea considerable durante la guerra. A inicios de 1941, RAF Medmenham era el principal centro de operaciones de reconocimiento fotográfico en la escena europea y mediterránea. Más tarde, la Unidad Central de Interpretación (CIU, por sus siglas en inglés) fue fusionada con la Sección de Evaluación de Daños del Mando de Bombarderos y la Sección de Interpretación Fotográfica Nocturna de la Unidad de Reconocimiento Fotográfico No 3 de la RAF Oakington, en 1942.
Entre 1942 y 1943, la CIU se expandió y participó en la planificación de prácticamente todas las operaciones militares, desempeñando un papel crucial en la inteligencia. Para 1945, se procesaban diariamente unas 25,000 negativos y 60,000 impresiones fotográficas, alcanzando un total de 36 millones de impresiones durante la guerra. El archivo visual contenía 5 millones de imágenes y había generado 40,000 informes.
El 1 de mayo de 1944, al aumentar la participación estadounidense, la unidad fue renombrada como Unidad Central de Interpretación Aliada (ACIU), con más de 1,700 personas. Entre sus miembros había intérpretes reclutados de los estudios de cine de Hollywood (como Xavier Atencio) y reconocidos arqueólogos como Dorothy Garrod y Glyn Daniel.
Sidney Cotton, pionero en fotografía aérea, desarrolló técnicas avanzadas de fotografía a alta altitud y velocidad, lo que ayudó a identificar objetivos clave. En su punto máximo, los vuelos británicos de reconocimiento generaban hasta 50,000 imágenes al día.
El uso de imágenes estereoscópicas fue esencial para descubrir instalaciones alemanas secretas, como la planta de desarrollo de cohetes V-2 en Peenemünde y lanzadores en Wizernes y otras 96 ubicaciones. Se usaron equipos suizos como las máquinas stereoautograph Wild para medir con precisión y construir modelos físicos para el análisis.
El mayor éxito de Medmenham fue la Operación Crossbow, iniciada el 23 de diciembre de 1943, que destruyó la infraestructura de lanzamiento del misil V-1. Fotografías aéreas ayudaron a identificar tanto los mecanismos de lanzamiento del V-1 como del V-2, según el experto R.V. Jones.

### Guerra Fría
Inmediatamente después de la Segunda Guerra Mundial, el papel del reconocimiento aéreo de largo alcance fue asumido rápidamente por bombarderos a reacción adaptados, como el English Electric Canberra y su versión estadounidense, el Martin B-57, capaces de volar más alto o más rápido que los aviones o defensas enemigas. Poco después de la guerra de Corea, Estados Unidos comenzó a utilizar aviones RB-47; inicialmente eran bombarderos B-47 convertidos, pero más tarde fueron construidos específicamente como aviones de reconocimiento sin capacidad de bombardeo. Se les instalaron grandes cámaras en la parte inferior del fuselaje y un compartimento de bombas modificado para transportar bombas de destello fotográfico. Las versiones posteriores, como el RB-47H, fueron ampliamente modificadas para la inteligencia de señales (ELINT), con estaciones de trabajo adicionales para operadores en el compartimento de bombas; también existieron versiones WB-47 de reconocimiento meteorológico, sin armamento, que prestaron servicio en la Fuerza Aérea de EE. UU. durante los años 60.
El inicio de la Guerra Fría impulsó el desarrollo de aviones de reconocimiento estratégico altamente especializados y clandestinos, como el Lockheed U-2 y su sucesor, el SR-71 Blackbird (ambos de EE. UU.). Volar estos aviones era una tarea extremadamente exigente, y sus tripulaciones eran seleccionadas y entrenadas de forma rigurosa debido a las altas prestaciones de las aeronaves y al riesgo de ser capturados como espías. La caída de un U-2 estadounidense sobre territorio soviético y la captura de su piloto causaron un gran conflicto político durante el apogeo de la Guerra Fría.
Durante ese mismo periodo, el caza F-4 Phantom también fue modificado para funciones de reconocimiento aéreo. Desde principios de los años 60, el reconocimiento aéreo y satelital de EE. UU. fue coordinado por la Oficina Nacional de Reconocimiento (NRO, por sus siglas en inglés). El riesgo de pérdida o captura de tripulaciones contribuyó al desarrollo del Ryan Model 147 RPV, un dron no tripulado financiado en parte por la NRO durante los años 60.
En esa misma década, la Marina de EE. UU. convirtió muchos de sus bombarderos nucleares supersónicos embarcados North American A-5 Vigilante en aviones de reconocimiento RA-5C Vigilante. A partir de principios de los años 80, la Marina también equipó sus cazas Grumman F-14 Tomcat con el sistema TARPS (Tactical Airborne Reconnaissance Pod System), proporcionando capacidad de reconocimiento aéreo embarcado hasta la retirada del Tomcat en 2006.

### Después de la Guerra Fría
Desde la década de 1980, los ejércitos han mostrado una tendencia creciente a utilizar plataformas distintas de aeronaves tripuladas para realizar reconocimiento aéreo. Entre estas plataformas alternativas se incluyen los satélites de vigilancia y los vehículos aéreos no tripulados (UAV), como el armado MQ-9 Reaper. Para 2005, se informaba que estos UAV podían estar equipados con cámaras compactas capaces de identificar un objeto del tamaño de un cartón de leche desde altitudes de 60,000 pies.
El U-2 ha sido considerado en varias ocasiones para su retiro en favor de los drones. En 2011, la Fuerza Aérea de EE. UU. (USAF) reveló planes para reemplazar el U-2 con el UAV RQ-4 Global Hawk en un plazo de cuatro años; sin embargo, en enero de 2012 se decidió extender la vida útil del U-2. Críticos señalaron que las cámaras y sensores del RQ-4 son menos capaces y carecen de capacidad operativa en todo tipo de clima; no obstante, algunos sensores del U-2 podrían instalarse en el RQ-4. A finales de 2014, Lockheed Martin propuso convertir la flota tripulada de U-2 en UAVs, lo que aumentaría considerablemente su capacidad de carga útil; sin embargo, la USAF se negó a financiar una conversión tan extensa.
Durante la década de 2010, la empresa de defensa estadounidense Lockheed Martin promovió su propuesta para desarrollar un UAV hipersónico, denominado SR-72, en alusión a su función como sucesor espiritual del retirado SR-71 Blackbird. La compañía también ha desarrollado otros UAVs de reconocimiento, como el Lockheed Martin RQ-170 Sentinel.